# Sabethes paraitepuyensis
Sabethes paraitepuyensis är en tvåvingeart som beskrevs av Anduze 1941. Sabethes paraitepuyensis ingår i släktet Sabethes och familjen stickmyggor.
Artens utbredningsområde är Venezuela. Inga underarter finns listade i Catalogue of Life.